# Kallima inachus
Kallima inachus — вид денних метеликів родини сонцевиків (Nymphalidae).

## Назва
Вид названо на честь давньогрецького річкового бога Інаха, першого царя Аргоса, який відновив Арголіду після Всесвітнього потопу.

## Поширення
Kallima inachus поширений у Південній та Південно-Східній Азії, на півдні Китаю і на Тайвані.

## Опис
Розмах крил 85-110 мм. Верхня сторона крил синього кольору з металевим відблиском і помаранчевими смужками. Нижня сторона крил світло коричневого забарвлення. Коли метелики сідають на гілку і складають крила, то стають схожими на сухе листя з виразною серединною жилкою і подобою черешка, який утворений хвостиками заднього крила.

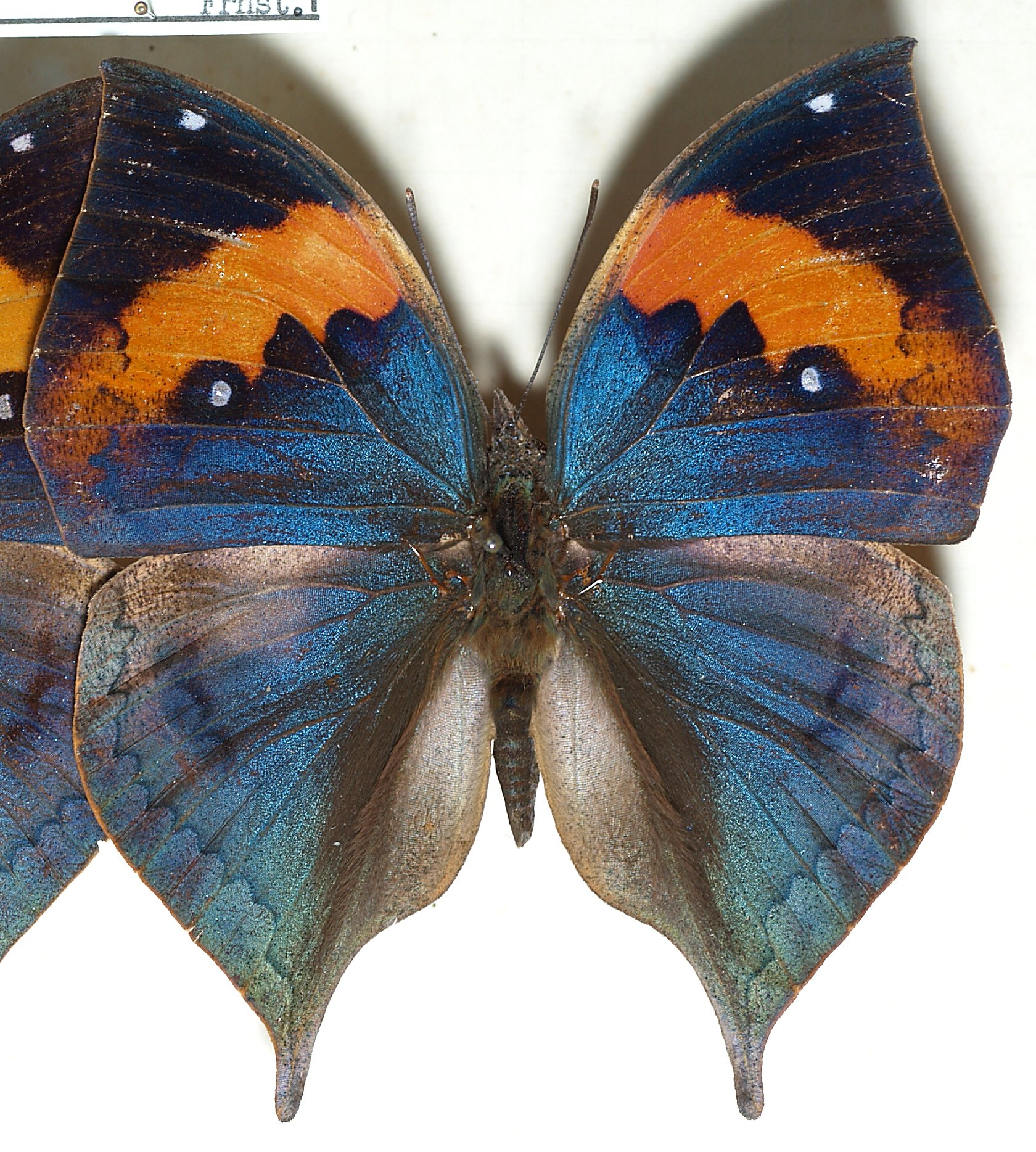
Дорсальна (верхня) сторона крил
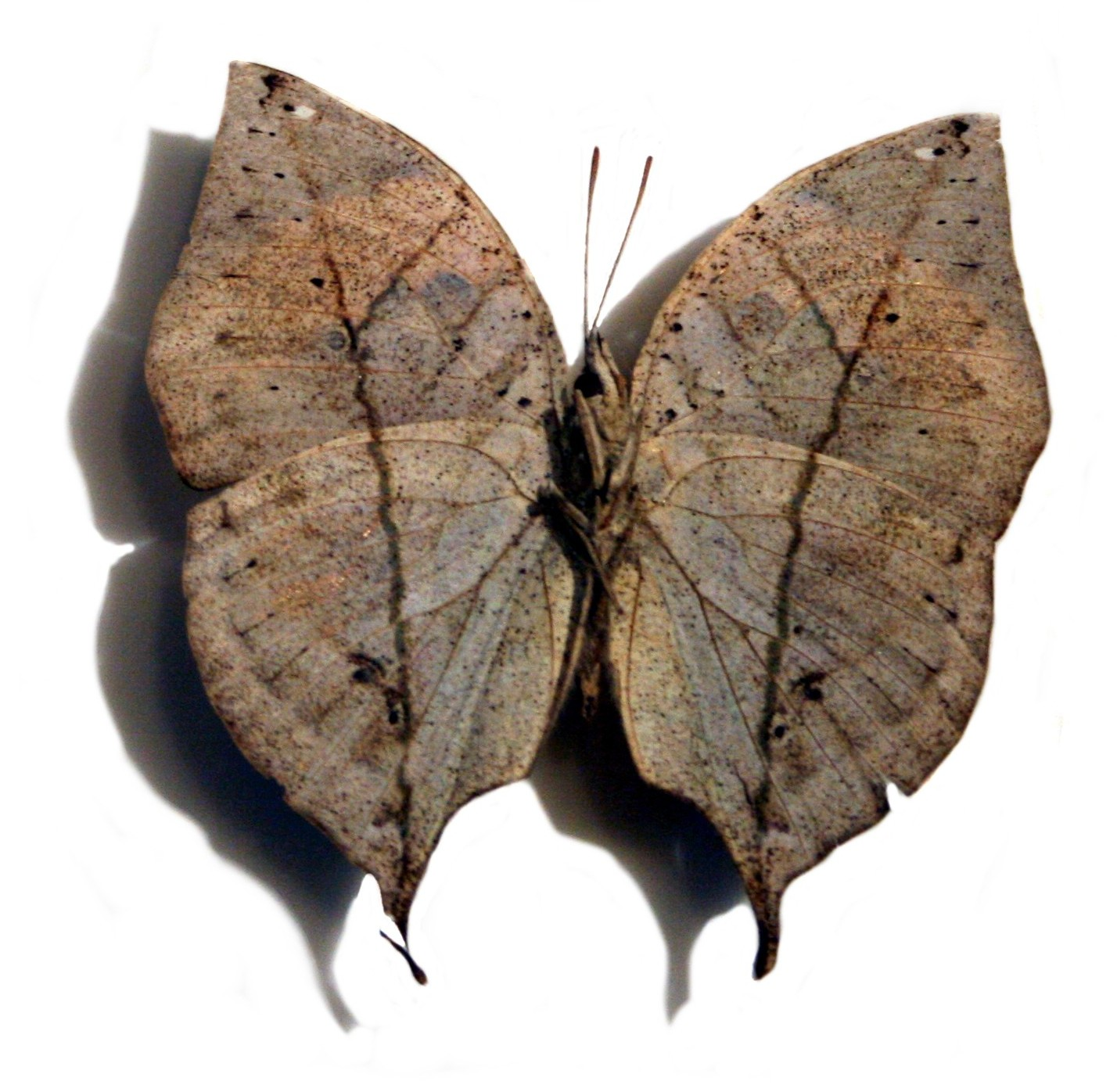
Вентральна (нижня) сторона крил
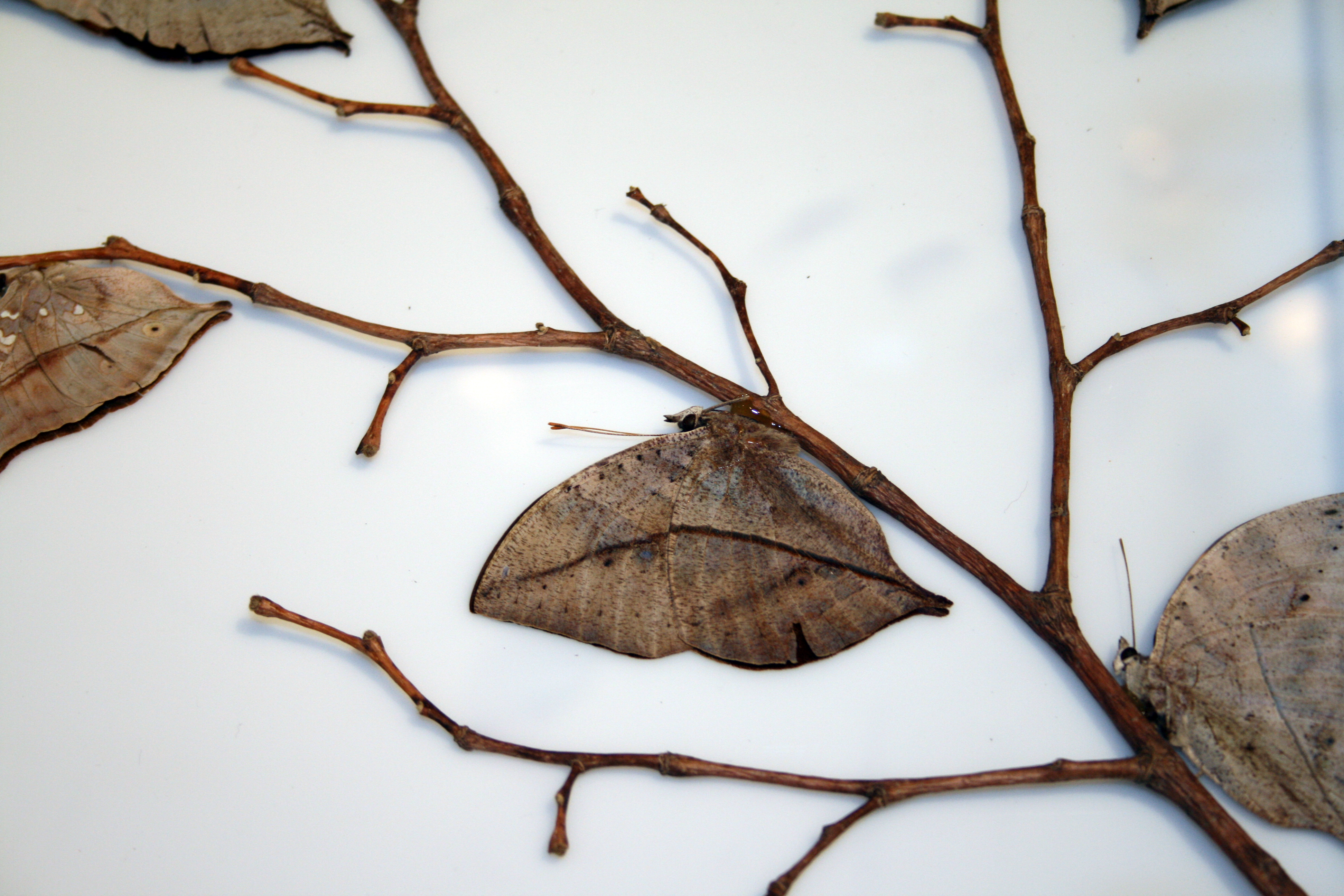
Метелик маскується під листя
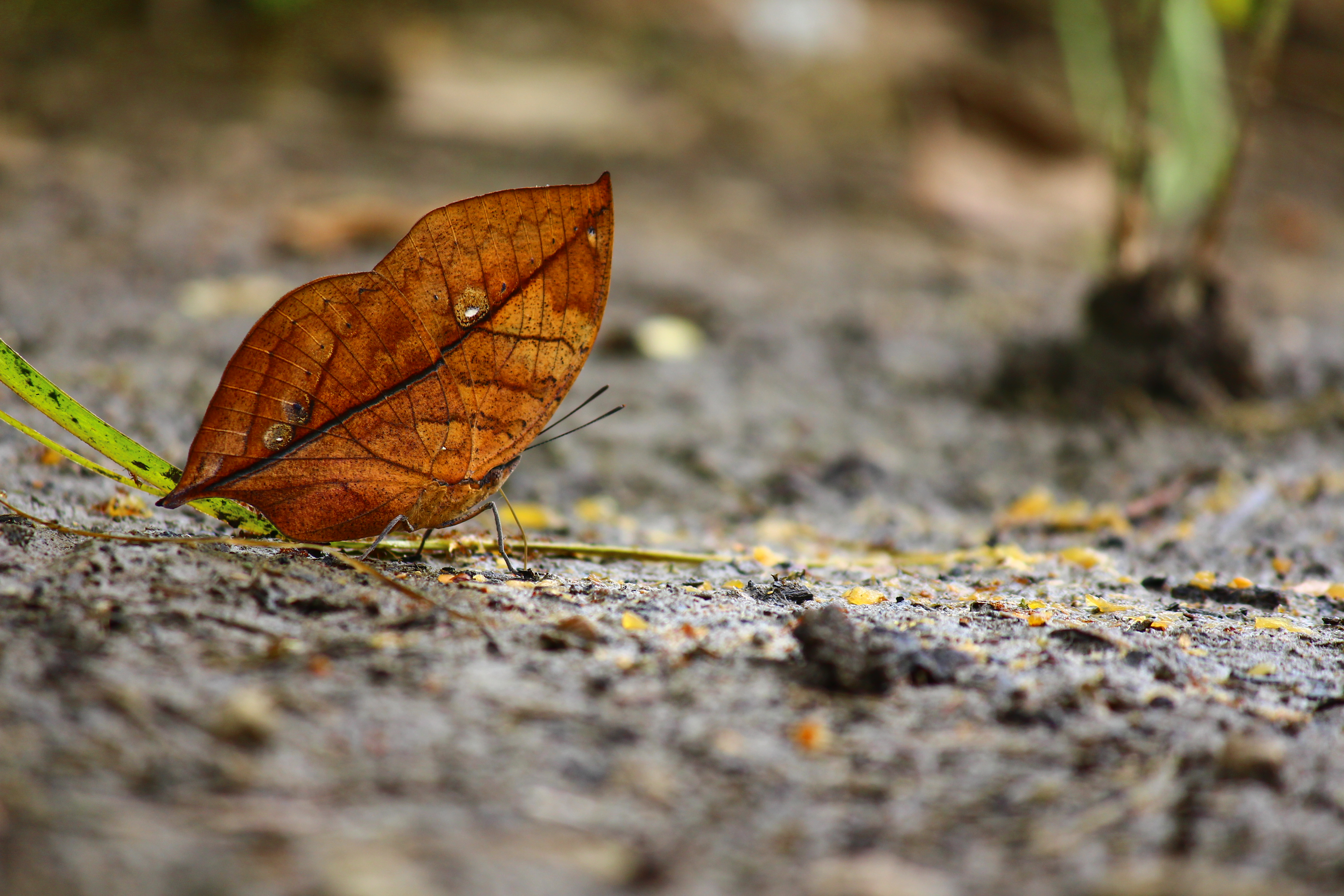
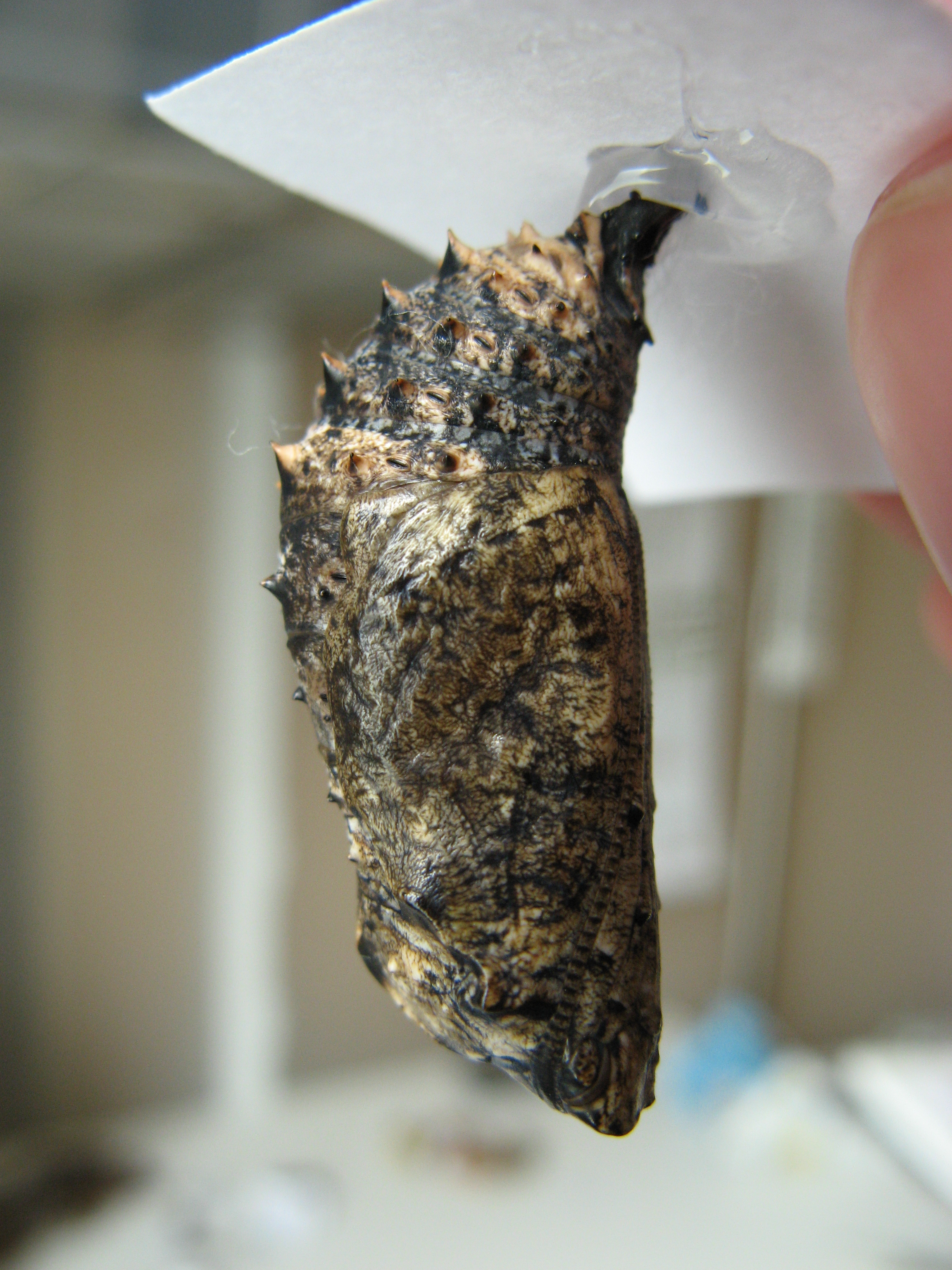
Лялечка

## Харчування
Кормовими рослина гусені є Girardinia diversifolia, Polygonum orientale, Prunus persica, Dicliptera chinensis, Hygrophila salicifolia, Lepidagathis formosensis, Ruellia capitataus, Rostellularia pracumbens, Strobilanthes.